# Gornji Galjipovci
Gornji Galjipovci (cyr. Горњи Гаљиповци) – wieś w Bośni i Hercegowinie, w Republice Serbskiej, w gminie Prnjavor. W 2013 roku liczyła 250 mieszkańców.